# Чернобилски дневници
„Чернобилски дневници“ (на английски: Chernobyl Diaries) е американски катастрофичен филм на ужасите от 2012 г. на режисьора Брад Паркър в режисьорския си дебют, сценарият е на Орен Пели, Кери и Шейн Ван Дайк. Във филма участват Джонатан Садовски, Джеси Маккартни, Девин Кели, Оливия Тейлър Дъдли, Ингрид Болсьо Бердал, Нейтън Филипс и Димитри Диатченко. Той е заснет в Припят, Украйна, както и в Унгария и Сърбия.